# حمام قرة ضياء الدين
حمام قرة ضياء الدين (بالفارسية: حمام قره‌ضیاءالدین) هو حمام تاريخي يعود إلى القاجاريون، ويقع في قرة ضياء الدين.